# Mabú (Humacao)
Mabú es un barrio ubicado en el municipio de Humacao en el estado libre asociado de Puerto Rico. En el Censo de 2010 tenía una población de 8045 habitantes y una densidad poblacional de 1.060,13 personas por km².

## Geografía
Mabú se encuentra ubicado en las coordenadas 18°9′58″N 65°50′15″O / 18.16611, -65.83750. Según la Oficina del Censo de los Estados Unidos, Mabú tiene una superficie total de 7.59 km², de la cual 7.59 km² corresponden a tierra firme y (0.03%) 0 km² es agua.

## Demografía
Según el censo de 2010, había 8045 personas residiendo en Mabú. La densidad de población era de 1.060,13 hab./km². De los 8045 habitantes, Mabú estaba compuesto por el 67.01% blancos, el 16.61% eran afroamericanos, el 1.33% eran amerindios, el 0.16% eran asiáticos, el 8.42% eran de otras razas y el 6.48% pertenecían a dos o más razas. Del total de la población el 99.06% eran hispanos o latinos de cualquier raza.